# اوبرگبرا

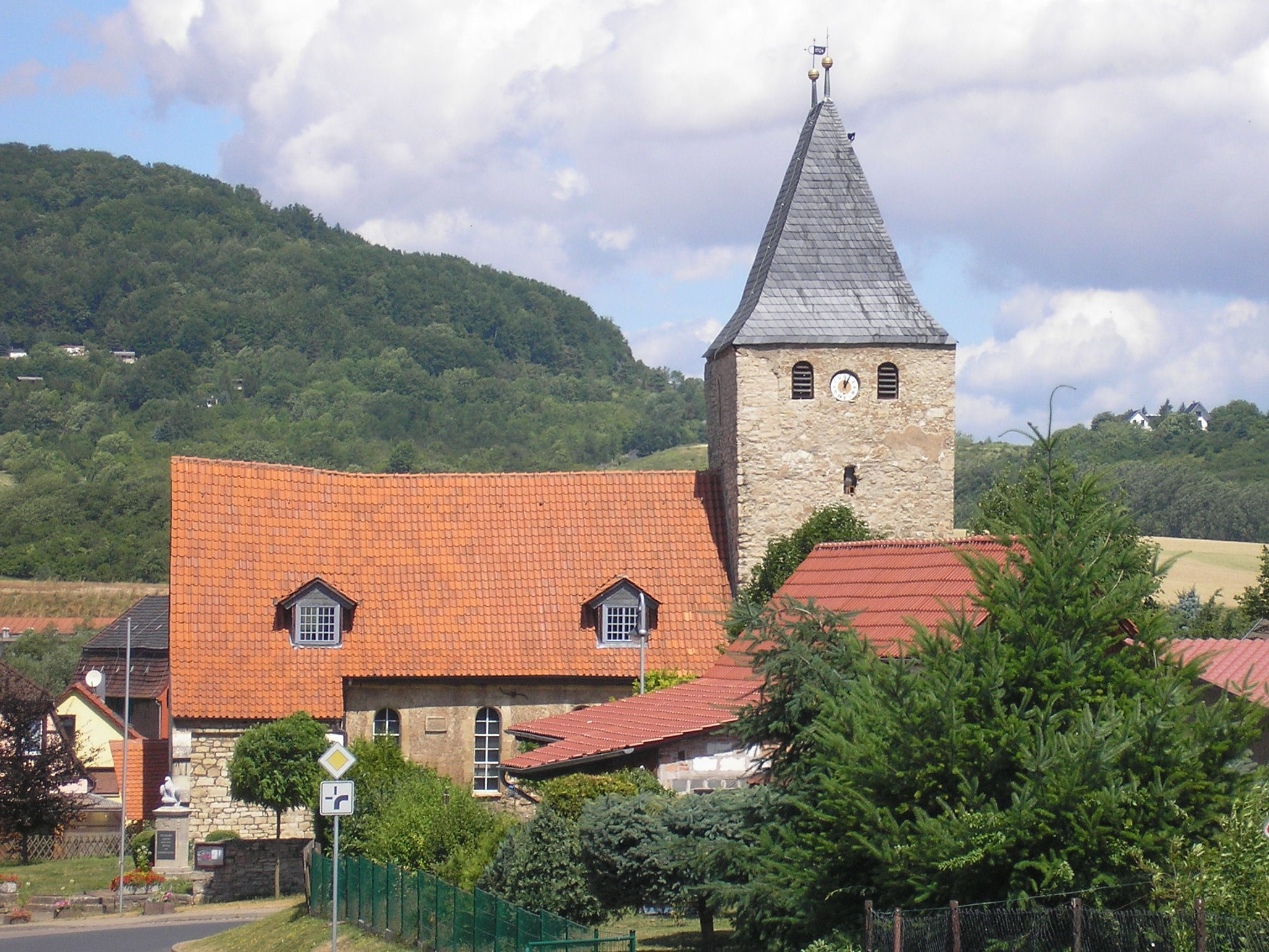
منطقه مسکونی

اوبرگبرا (به آلمانی: Obergebra) یک منطقهٔ مسکونی در آلمان است که در بلایشاروده واقع شده‌است.
 اوبرگبرا  ۸۶۲ نفر جمعیت دارد.